# 卡洛斯·胡利奧·阿羅塞梅納·蒙羅伊
卡洛斯·胡利奧·阿羅塞梅納·蒙羅伊（Carlos Julio Arosemena Monroy，1919年8月24日—2004年3月5日），厄瓜多政治人物，1961年起擔任厄瓜多總統，直到1963年被軍方推翻（參見厄瓜多軍政府）。